# Vejlegård
Vejlegård er en gammel hovedgård, som nævnes første gang i 1467, og er nu en avlsgård under Boltinggård Gods. Gården ligger i Vejle Sogn, Sallinge Herred, Broby Kommune. Hovedbygningen er opført i 1854. Lidt nord for den nuværende hovedbygning, ligger et voldsted fra den oprindelige gård.
Vejlegård er på 144 hektar

## Ejere af Vejlegård
- (1467-1474) Kronen
- (1474-1493) Wilhelm Frille
- (1493-1503) Slægten Frille
- (1503-1520) Ludvig Wilhelmsen Frille
- (1520-1525) Enke Fru Oldeland
- (1525-1530) Vilhelm Iversen Oldeland
- (1530-1538) Hans Vilhelmsen Oldeland
- (1538-1557) Laurids Hansen Oldeland / Hans Hansen Oldeland / Vilhelm Hansen Oldeland / Christoffer Hansen Oldeland
- (1557-1566) Laurids Hansen Oldeland / Hans Hansen Oldeland / Vilhelm Hansen Oldeland
- (1566-1580) Laurids Hansen Oldeland / Hans Hansen Oldeland
- (1580-1610) Laurids Hansen Oldeland
- (1610) Sophie Hansdatter Oldeland gift Markdanner
- (1610-1618) Caspar Markdanner
- (1618-1623) Hans Caspersen Markdanner
- (1623-1625) Claus Ejlersen Brockenhuus
- (1625-1649) Ellen Marsvin gift Munk
- (1649) Kirsten Ludvigsdatter Munk (datter)
- (1649-1650) rigsgrevinde Christiane af Slesvig-Holsten gift Sehested (datter)
- (1650-1666) Hannibal Sehested (ægtemand)
- (1666-1667) rigsgrevinde Christiane af Slesvig-Holsten (enke)
- (1667-1670) Peter Hansen
- (1670-1677) Niels Hansen Schmidt
- (1677-1678) Else Pedersdatter gift (1) Schmidt (2) Brochmann (3) von Klingenberg
- (1678-1690) Peder von Klingenberg
- (1690-1699) Else Pedersdatter gift (1) Schmidt (2) Brochmann (3) von Klingenberg
- (1699-1702) Peder Nielsen Schmidt
- (1702) Else Nielsdatter Schmidt gift Petersen
- (1702) Annike Lorentzsdatter Petersen gift von Neuberg
- (1702-1749) Adolph von Neuberg
- (1749-1752) Annike Lorentzsdatter Petersen gift von Neuberg
- (1752-1764) Adolphine Mathiasdatter Leth gift Fabritius de Tengnagel
- (1764-1808) Michael Fabritius de Tengnagel
- (1808-1830) Niels Rasmussen Egeløkke
- (1830-1842) Bodil Nielsdatter Egeløkke
- (1842-1852) Hans Peter Langkilde
- (1852-1860) Holger Christian Pedersen
- (1860-1863) Thomas Fritz
- (1863-1885) Lars Pedersen
- (1885-1909) Jacob Larsen Pedersen
- (1909-1911) Johannes Laurids Madsen
- (1911-1933) J. Dahlkild
- (1933-1953) J. Petersen
- (1953-1954) J. Petersens dødsbo
- (1954-1975) S. C. Dalsgaard
- (1975-1996) Knud Andersen
- (1996-) Peter-Vilhelm Rosenstand

## Ekstern henvisninger
- Boltinggård Gods